# Heller Ágost
Heller Ágost (Pest, 1843. augusztus 6. – Budapest, 1902. szeptember 4.) magyar fizikus, tudománytörténész, az MTA tagja.

## Életpályája
Szülei Heller Péter és Drescher Rozália (1810–1895) voltak. 1866-ban a budai József Műegyetemen elvégezte a vasútmérnöki tanfolyamot s ugyanott a fizikai tanszék mellett két évig mint tanársegéd működött. 1869-ben tanulmányainak folytatására a Heidelbergi Egyetemre ment, ahol Gustav Robert Kirchhoff és Hermann Ludwig von Helmholtz tanítványa volt. 1870 és 1898 között a budapesti II. kerületi Állami Főreáliskolán a fizika tanára volt. 1875-től a Természettudományi Társulat könyvtárnoka. A Magyar Tudományos Akadémia 1887-ben levelező tagnak, 1893-ben rendes tagnak, majd 1894-ben főkönyvtárosának választotta meg. Számos tankönyvet és részint tudományos, részint ismeretterjesztő értekezést készített. Főleg a fizika történetéről írt, a forráskutatás módszerét alkalmazó, nagyszabású művei jelentősek. A Pallas nagy lexikona matematikai, csillagászati és fizikai részének egyik szakszerkesztője és írója volt.

## Házassága és gyermekei
Felesége bleybachi Bolberitz Georgina (1854–1920), lovag bleybachi Bolberitz Lajos (1815–1900), cs. és kir. altábornagy, a III.o. Vaskoronarend lovagja és nagymányai Koller Anna Klementina (1821–1899) lánya volt. A házasságukból született:
- dr. Heller Farkas (1877–1955) közgazdász, egyetemi tanár, az MTA tagja volt. Neje Klasz Paula (1891–1971)
- Heller René Lothár (1878–1929), magyar királyi vasúti és hajózási felügyelő.
- dr. Heller Erik (1880–1958) jogász, egyetemi tanár. Neje nemeskéri Kiss Irén (1887–1971).[3] Gyermekük dr. Heller György (1922–2012), nyugalmazott MÁV igazgató, a BME c. docense, a Szent István Akadémia tagja.[4]

## Főbb művei
- A hangrezgés intenzitásának méréséről (Akadémiai Értekezések, 1870);
- A gellérthegyi csillagásztorony (Budapest, 1878);
- Ziele u. Wege der modernen physikal. Forschung (Humboldt 1882);
- Geschichte der Physik von Aristoteles bis auf die neueste Zeit (2 kötet, Stuttgart, 1882-84);
- Aus wissenschaftilchen Grenzgebieten (uo. 1887);
- A XIX. század physikai kutatásának mozgató eszméiről (uo. 1888);
- Physikal. Probleme u. Forschungen unserer Tage (Münchener Allg. Zeitung 1888);
- Az időjárás (1888) (Természettudományi Könyvkiadó Vállalat);
- Adalékok az anyag problémájához (uo. 1890);
- A physika története a XIX. században (Budapest, I. köt. 1891.) (Természettudományi Könyvkiadó Vállalat);
- A természettudományok helyzetet az irodalomban (Athenaeum, 1892); Természettudomány és philos. világnézet (uo.);
- Az energiatan alapjairól (uo. 1894);
- Katalog der Elischer'schen Goethe-Sammlung (Budapest, 1896).